# نیک لین
نیک لین (انگلیسی: Nick Lane؛ ۱۹۶۷  – ) دانشمند در زمینه بیوشیمی، استاد در کالج دانشگاهی لندن اهل بریتانیا بود.